# Lophiomys imhausi
Il ratto arboricolo dalla cresta rossa (Lophiomys imhausi Milne-Edwards, 1867) è un roditore della famiglia dei Cricetidi, unica specie del genere Lophiomys  e della sottofamiglia Lophiomyinae (Milne-Edwards, 1867), diffuso nell'Africa orientale.

## Descrizione

### Dimensioni
Roditore di grandi dimensioni, con la lunghezza della testa e del corpo tra 180 e 305 mm, la lunghezza della coda tra 145 e 205 mm, la lunghezza del piede tra 34 e 56 mm, la lunghezza delle orecchie tra 20 e 39 mm e un peso fino a 920 g.

### Caratteristiche ossee e dentarie
Il cranio è caratteristico ed unico tra tutti i roditori. La superficie delle ossa frontali, parietali e degli zigomi è ricoperta completamente da granuli ossei, probabilmente per rendere più robusta la struttura in difesa degli occhi, dei muscoli masticatori e del cervello da attacchi dei predatori. Le fosse temporali sono completamente coperte dall'osso, in maniera tale da rendere le orbite molto ridotte. Il foro infra-orbitale, attraverso il quale passa parte del muscolo masseterico, è insolitamente di forma ovale, differentemente dagli altri roditori miomorfi, nel quale quest'ultimo assume la forma di un buco della serratura. I fori palatali sono lunghi, mentre la bolla timpanica è poco sviluppata. Sono presenti 16 vertebre toraciche e 7 lombari, mentre la clavicola è ridotta e non in contatto con la scapola e lo sterno. Gli incisivi sono larghi, il terzo molare è il più piccolo.
Sono caratterizzati dalla seguente formula dentaria:

### Aspetto
La pelliccia è lunga e densa, con una cresta dorsale di lunghi peli neri con la punta bianca e con un sotto-pelliccia con la base grigia e la parte terminale bianca. Il colore delle parti superiori è nerastro, i fianchi sono simili al dorso eccetto una banda longitudinale di corti peli brunastri, più larga anteriormente dietro la testa e che diventa sempre più sottile verso la groppa.  Le parti ventrali sono grigio chiare o giallo-brunastre chiare con la punta dei peli bianca, la testa è nerastra. Le orecchie sono relativamente corte, arrotondate e ricoperte di piccoli peli brunastri sulla superficie esterna e biancastri lungo i bordi. Gli arti sono corti e nerastri. Le zampe anteriori sono grandi, il pollice è privo di artiglio, mentre le altre dita hanno artigli ben sviluppati. I piedi sono larghi, le dita sono munite di artigli, mentre l'alluce è parzialmente opponibile. La pianta è provvista di 6 cuscinetti carnosi. La coda è lunga circa quanto la testa ed il corpo ed è ricoperta di lunghi peli arruffati, prevalentemente neri con la punta bianca. Lo stomaco è diviso in cinque comparti e strutturato in maniera simile a quello dei ruminanti, diversamente dalla maggior parte dei Cricetidi e dei Muridi nei quali l'organo è al massimo diviso in due camere.

## Biologia

### Comportamento
È una specie parzialmente arboricola, a movimento lento, solitaria e notturna. Di notte si arrampica sui tronchi degli alberi, mentre di giorno si nasconde nelle cavità degli alberi o in buche, in burroni o in banchi sabbiosi. È aggressiva, quando è disturbata o minacciata, sibila, ringhia e sbuffa sollevando i peli della cresta,situati sul dorso. Recentemente è stato osservato un comportamento difensivo insolito ed unico tra tutti i mammiferi, nel quale il roditore mastica la corteccia di una specie di albero, Acokanthera,  per estrarne l'essenza velenosa ed applicarla successivamente sui peli dei fianchi i quali hanno una particolare struttura spugnosa. Rimane tuttavia un mistero come l'animale possa sopravvivere all'eventuale ingestione di un così potente veleno, normalmente usato dalle popolazioni locali per cacciare, le quali lo cospargono sulle punte delle loro frecce.

### Alimentazione
Si nutre principalmente di foglie, germogli teneri, frutta e radici. Tuttavia, in cattività, questi animali hanno mostrato di gradire anche cereali, insetti, ortaggi e perfino carne. Per nutrirsi si siedono sulle zampe posteriori e usano quelle anteriori per portare il cibo alla bocca.

### Riproduzione
Danno alla luce 1-3 piccoli alla volta. I neonati sono leggermente pelosi, ed esibiscono le striature bianche e nere dopo il nono giorno di vita. Aprono gli occhi dopo 13 giorni e vengono svezzati dopo un mese e 10 giorni.

## Distribuzione e habitat
Questa specie è diffusa in maniera frammentata nell'Africa orientale dal Sudan nord-orientale, Eritrea, Gibuti, Etiopia centrale, Somalia fino all'Uganda, Kenya e Tanzania occidentale. La sua presenza non è confermata in Arabia Saudita nonostante sia stata riportata in passato.
Vive in diversi tipi di habitat, dai boschi secchi alle foreste montane, ambienti rocciosi e boscaglie fino a 3.000 metri di altitudine.

## Conservazione
La IUCN Red List, considerato il vasto areale, la presenza in diverse aree protette e la popolazione presumibilmente numerosa, classifica L.imhausi come specie a rischio minimo (Least Concern).